# Stellenbosch Football Club
Actualités
Le Stellenbosch Football Club est un club de football sud-africain basé à Stellenbosch.

## Historique

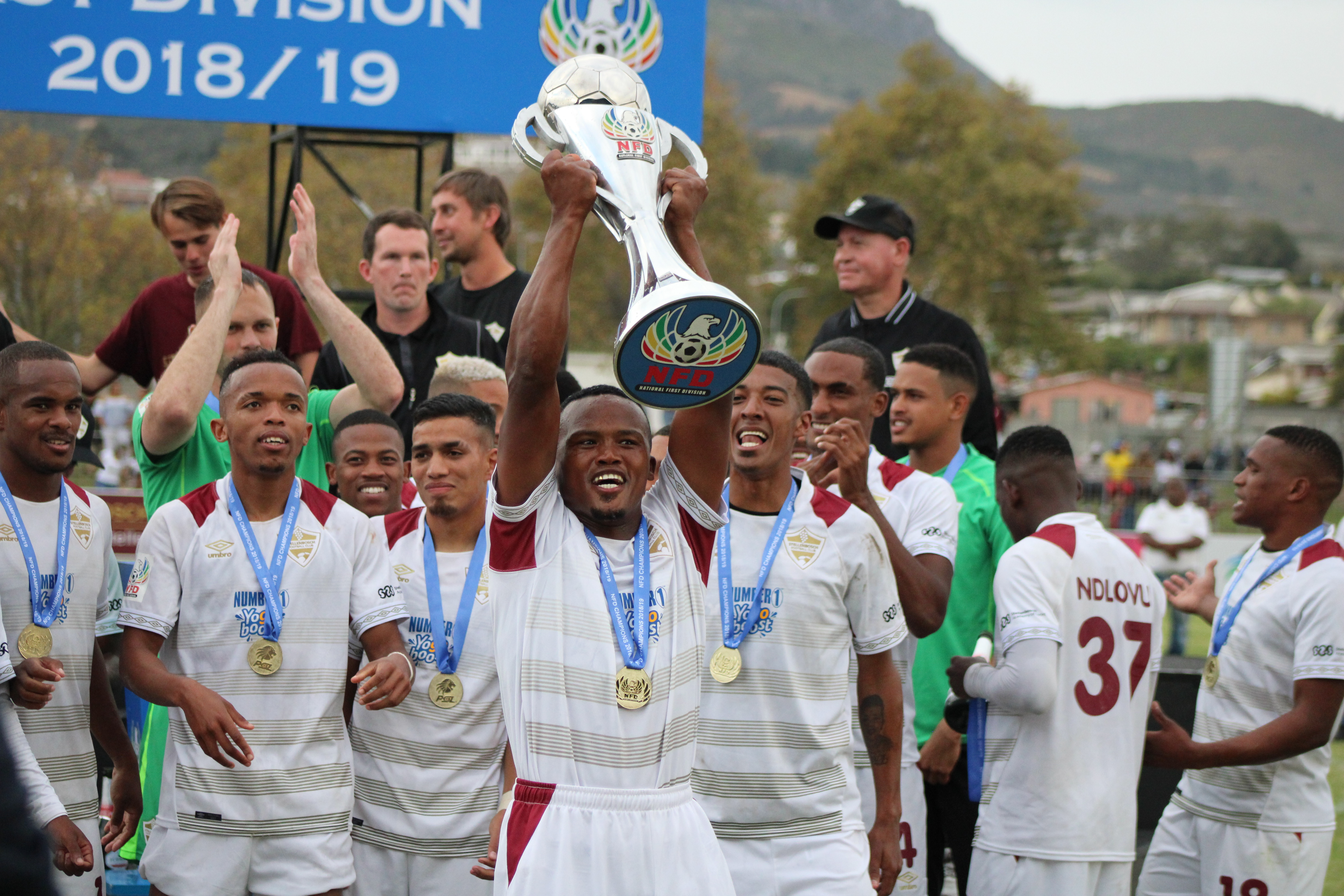
Les joueurs de Stellenbosch fêtant le titre de 2018/2019

Le club est fondé le 3 août 2016, après que le comité exécutif de la Premier League a approuvé le transfert du club Vasco de Gama, basé à Parow, vers  la Stellenbosch Academy of Sport. Le club joue en deuxième division, la National First Division et prend le nom de Stellenbosch Football Club.
Le 28 août 2016, Stellenbosch FC joue son premier match officiel, le club termine sa première saison à la troisième place, qualificative pour les barrages de montée en première division, mais termine à la dernière place du tournoi.
Lors de la saison 2017-2018, Stellenbosch termine à la 8e place. La saison suivante en  2018-2019, le club termine à la première place, et est promu directement en Premier Soccer League.

## Palmarès
| Compétitions nationales                                                     |
| --------------------------------------------------------------------------- |
| - Championnat d'Afrique du Sud de deuxième division (1) : - Champion : 2019 |

## Logo
Le logo de Stellenbosch FC comporte une grappe de raisin, la ville est située dans le District de Cape Winelands région viticole.

## Note et référence
1. ↑  (en) Vasco renamed Stellenbosch FC